# Susanna Pedotti
Susanna Pedotti (Milán, 13 de septiembre de 2004) es una deportista italiana que compite en natación sincronizada. Ganó dos medallas en el Campeonato Europeo de Natación Artística de 2025, oro en rutina acrobática y plata por equipo libre.

## Palmarés internacional
| Campeonato Europeo | Campeonato Europeo | Campeonato Europeo | Campeonato Europeo |
| Año                | Lugar              | Medalla            | Prueba             |
| ------------------ | ------------------ | ------------------ | ------------------ |
| 2025               | Funchal (Portugal) | Medalla de oro     | Rutina acrobática  |
| 2025               | Funchal (Portugal) | Medalla de plata   | Equipo libre       |